# Medicina di genere
La medicina di genere è una branca della medicina che studia le differenze biologiche e socioculturali tra uomini e donne e l'influenza di questi fattori sullo stato di salute e di malattia, nonché sulla risposta alle terapie.
Lo scopo della medicina di genere è conseguentemente quello di garantire l'appropriatezza diagnostico-terapeutica rendendo possibili trattamenti su misura del singolo individuo.
Va segnalato che questo tipo di approccio non si basa comunque sulla semplice distinzione sessuale. Infatti:
- il sesso si riferisce alle differenze biologiche, che sono universali e immutabili in quanto geneticamente determinate
- il genere si riferisce a caratteristiche psichiche, sociali e culturali, che possono condizionare le differenze biologiche e che possono essere modificate (per esempio in rapporto a etnia, età, modo di vivere, cibo).

## Storia
La medicina ha sempre avuto un'impostazione androcentrica: la donna veniva considerata come un "piccolo uomo" e l'attenzione alle specificità femminili riguardava solo aspetti legati alla riproduzione. Uno dei primi studi di impostazione diversa risale comunque al 1932, quando Nicholas e Barrow notarono che nelle ratte femmine la dose ipnoinducente di barbiturici era inferiore del 50% rispetto a quella dei ratti maschi.
Solo negli anni Ottanta del Novecento si diffuse la consapevolezza che le donne non ricevevano cure adeguate alle proprie caratteristiche, con gravi diseguaglianze di trattamento.
Nel 1991 Bernardine Healy, cardiologa statunitense e direttrice del National Institute of Health, pubblicò sul New England Journal of Medicine un editoriale intitolato The Yentl syndrome, nel quale evidenziava le differenze nella gestione dell'infarto nei due generi. Il numero di interventi diagnostici e terapeutici nelle donne era molto ridotto rispetto a quello degli uomini e l'approccio clinico-terapeutico risultava discriminatorio e insufficiente se confrontato con quello praticato negli uomini. Fu menzionata per la prima volta in medicina la "questione femminile".
Negli anni successivi si afferma quindi la medicina di genere, con l'obiettivo di comprendere come le differenze legate al genere agiscano sull'insorgenza e il decorso di molte malattie, nonché sulla salute in generale e sugli esiti delle terapie.
L'OMS nel 2000 inserì la medicina di genere nel documento "Equity Act", cercando di aumentare adeguatezza e appropriatezza delle cure secondo il genere del/della paziente, non solo secondo il sesso. Due anni dopo, l'organizzazione creò il Dipartimento per il Genere e la salute della donna.
Nel 2007 l'OMS pose infine tra i propri obiettivi quello di creare strategie nazionali per includere il genere nei programmi e nella ricerca, quello di sostenere e promuovere la ricerca e la formazione di genere in tutte le sedi istituzionali nazionali e internazionali e quello di aiutare lo sviluppo di nuovi farmaci e di nuove terapie mirate al genere.

## Riferimenti normativi italiani
In Italia nel 1999 il Ministero per le pari opportunità ha costituito un gruppo di lavoro chiamato Medicina Donna-Salute con l'obiettivo di superare le disparità di genere e ha attivato il progetto "Una salute a misura di donna".
Il Ministero della salute incaricò nel 2003 un'équipe di specialisti di formulare linee guida sulle sperimentazioni cliniche farmacologiche, tenendo conto della variabile uomo-donna. Successivamente nel 2005 venne istituito l'Osservatorio Nazionale della Salute della Donna, con l'obiettivo di compiere studi, informare e formare sulla salute della donna, attraverso sinergie con altri Istituti che si occupano del tema.
Nel 2007 l'Istituto superiore di sanità ha creato un gruppo di lavoro per vagliare le differenze biologiche tra i due sessi, e ha coordinato il progetto "Salute Donna" che ha coinvolto 25 unità operative sparse sul territorio nazionale, sull'analisi di cinque aree di azione prioritaria (immunità ed endocrinologia, malattie dismetaboliche e cardiovascolari, malattie iatrogene e reazioni avverse, ambiente di lavoro, determinanti della salute della donna).
Nel 2008 è stato approvato dal Comitato nazionale di Bioetica il testo sulla sperimentazione farmacologica sulle donne, nel quale veniva affermata la necessità di un equo coinvolgimento dei due sessi nelle sperimentazioni cliniche.
Il 27 marzo 2012 la Camera dei Deputati del Parlamento italiano ha approvato all'unanimità una mozione che si pone come obiettivo quello di garantire a ogni individuo, donna e uomo, la terapia più adeguata, investendo sulla medicina di genere per dare concretezza al concetto di centralità del paziente nella ricerca e messa a punto di trattamenti efficaci e innovativi per la tutela della salute.
Il 5 agosto 2013 il Parlamento Italiano ha presentato alla Camera dei Deputati la proposta di legge n.1485 “Norme in materia di Medicina di Genere”.
Nel 2018 con la legge n.3/2018 (decreto Lorenzin) viene per la prima volta stabilito che il Ministero della salute, con l'Istituto superiore di Sanità, dovrà pianificare una strategia per la diffusione della medicina di genere attraverso la divulgazione, formazione e promozione di pratiche sanitarie che tengano conto delle differenze derivanti dal genere nella ricerca, prevenzione, diagnosi e cura.

## Medicina di genere e sperimentazione clinica
La sotto-rappresentazione delle donne nelle sperimentazioni cliniche è un problema noto da tempo in parte condiviso con bambini, bambine  e persone  anziane. Il problema è dovuto a vari fattori:
1. Ragioni biologiche. Le donne sono state sempre considerate soggetti “difficili” a causa delle variazioni biologiche, fisiologiche, enzimatiche ed ormonali dovute all'età fertile e non fertile (ciclo mestruale, gravidanza, allattamento, menopausa) e alla possibile assunzione di contraccettivi. Questo non permette di ottenere dati "puliti" nei test clinici in cui partecipano uomini e donne, e diminuisce la rilevanza statistica dei risultati ottenuti.[13]
2. Possibile gravidanza in età fertile. Altro motivo per il quale si tende a sotto-rappresentare le donne nelle sperimentazioni è la possibilità che si verifichi una gravidanza durante l'assunzione del farmaco, con possibili conseguenze negative per il feto, anche a distanza di mesi dopo il termine della sperimentazione. Di conseguenza la casa farmaceutica che si occupa di gestire la sperimentazione clinica impone l’uso di contraccettivi durante la partecipazione allo studio.[13] Si possono trovare donne che non hanno rapporti sessuali o sono sterili.
3. Fattori socio-culturali. Alcuni studi hanno dimostrato che le donne hanno più difficoltà a partecipare alle sperimentazioni cliniche a causa del minor tempo a disposizione rispetto all'uomo (dedicano più tempo alla cura della famiglia) e per ragioni economiche (reddito inferiore rispetto all'uomo).[13]
4. Ragioni ambientali esterne. Anche lo stile di vita può influenzare la risposta dei farmaci durante la sperimentazione: le donne tendono a utilizzare maggiormente rimedi naturali e/o integratori alimentari rispetto agli uomini. Sebbene nelle sperimentazioni cliniche il trattamento sia uguale per tutti i soggetti arruolati non è sempre possibile valutare le differenze dello stile di vita. I rimedi naturali possono, per esempio, interagire con il farmaco inficiando i dati.[13] Ma tutti i soggetti alla sperimentazione dichiarano cosa assumono e come si nutrono, non solo le donne.

## Ambiti di applicazione della medicina di genere

### Medicina di genere e dolore
Il dolore è un'esperienza complessa, che dipende oltre che da componenti fisiche (come le dimensioni corporee) anche da componenti psichiche e socioculturali. Per esempio l'ansia e la depressione hanno un ruolo determinante e sono fattori che possono differire in modo sostanziale nell'uomo e nella donna.
La ricerca ha accertato che le donne presentano un dolore più intenso e più persistente rispetto agli uomini e un maggior numero di ricorrenze nelle malattie croniche.
In vari studi effettuati sul dolore post operatorio in pazienti con il sistema di somministrazione controllato direttamente dal paziente (PCA), si è visto che gli uomini necessitano di una quantità di morfina superiore del 60% rispetto alle donne per ottenere lo stesso sollievo dal dolore. Gli uomini sono quindi meno sensibili alla morfina rispetto alle donne.
Sono state condotte delle ricerche riguardo alle differenze nella risposta a due tipi di analgesici presenti in commercio: gli antinfiammatori non steroidei e gli oppioidi.
Lo studio dell'ibuprofene, un antinfiammatorio non steroideo ampiamente usato per ridurre il dolore, ha dimostrato che l'effetto analgesico era assente in soggetti femmine ma presente nei maschi. La concentrazione plasmatica era simile nei due sessi quindi la differenza osservata non poteva essere attribuita ad un'inadeguata dose di ibuprofene e neanche ai livelli iniziali di dolore, dal momento che l'effetto analgesico veniva misurato come variazione dalla baseline.
Lo studio condotto sugli analgesici oppioidi ha dimostrato che nella donna si ha un maggior effetto analgesico, ma l'inizio dell'analgesia è più lento a fronte di un effetto più duraturo.  Non si è osservata, invece, nessuna differenza tra i due sessi nella concentrazione plasmatica di morfina o dei suoi metaboliti.

### Medicina di genere in oncologia
Numerose classi di farmaci producono risposte e tossicità diverse nelle donne rispetto agli uomini. Questo vale anche per numerosi farmaci antitumorali, quali le fluoropirimidine, le antracicline e l'etoposide.

#### Fluoropirimidine
Le fluoropirimidine [5-fluorouracile (5-FU) e capecitabina] sono farmaci largamente utilizzati in chemioterapia  e sono inclusi nella maggior parte dei protocolli terapeutici per il trattamento di numerosi tumori solidi (ad es. carcinomi gastrointestinali, pancreatici, della mammella e della testa-collo), sia in monoterapia sia in regimi di associazione. Gli eventi avversi ad esse associati sono molto comuni e più frequentemente riportati nel sesso femminile.
Uno studio pubblicato nel 2013 dimostra che nelle pazienti di sesso femminile l’area sotto la curva delle concentrazioni ematiche di farmaco risulta significativamente più elevata.
Nella stessa casistica, le donne sono andate incontro a più frequenti episodi di nausea e vomito associati alla chemioterapia. È stata, inoltre, rilevata una maggiore presenza nel sesso femminile di varianti di mutazione della diidropirimidinadeidrogenasi (DPD), l’enzima responsabile del catabolismo del 5FU, principale responsabile della tossicità del farmaco.

#### Antracicline
Le antracicline sono tra i più potenti farmaci antitumorali e sono impiegati in numerosi protocolli chemioterapici, sia nei tumori ematologici, sia in quelli solidi. Il loro principale effetto collaterale è rappresentato dalla cardiotossicità. Uno studio ha dimostrato che, in seguito a trattamento con le antracicline, le donne sviluppano meno frequentemente degli uomini cardiomiopatia e nefropatia.

#### Inibitori della tirosinchinasi
Per alcuni tipi di chemioterapia ci sono evidenze di una maggiore risposta clinica nelle donne, che si lega anche ad una sopravvivenza più lunga. La risposta clinica agli inibitori della tirosinchinasi, erlotinib e gefitinib, è superiore nelle pazienti di sesso femminile con adenocarcinoma polmonare. Questa superiore risposta clinica è legata alla maggior percentuale di mutazioni del recettore EGFR21 nelle donne rispetto agli uomini, mutazione che attiva il recettore stesso e lo rende sensibile all'inibizione.

#### Differenze di genere nei bambini e nelle bambine
Anche nelle bambine e nei bambini e negli adolescenti sono state riportate differenze di genere sia nell'efficacia sia nella tossicità di alcuni farmaci antitumorali. In uno studio condotto su 352 tra bambine e bambini trattati con ciclofosfamide e ifosfamide per linfoma anaplastico a grandi cellule, si sono osservati nel sesso femminile tassi più elevati di tossicità ematologica e di stomatite. Queste differenze sono dovute a un diverso metabolismo di ifosfamide e ciclofosfamide. Infatti, questi due principi attivi sono pro-farmaci inattivi che vengono idrossilati a composti attivi a opera di CYP3A4 e CYP2B6, due isoforme del citocromo P450 che presentano una diversa attività nel maschio e nella femmina. Il sesso femminile rappresenta anche un fattore di rischio per le conseguenze cognitive nei bambini dopo trattamento del cancro del sistema nervoso centrale. Il tasso di declino del quoziente intellettivo durante la terapia antitumorale è associato a diversi fattori di rischio, tra cui la giovane età al momento del trattamento, la durata del trattamento, la presenza di variabili cliniche come l'idrocefalo, l’uso di radioterapia e il volume del cervello. In ogni caso, alcuni studi hanno riportato che, a parità di fattori di rischio, le femmine presentano un rischio significativamente più alto di declino del quoziente intellettivo rispetto ai maschi.

### Medicina di genere e differente risposta ai farmaci
Esistono numerose differenze di genere nelle quattro principali determinanti della variabilità farmacocinetica: biodisponibilità, distribuzione, metabolismo ed eliminazione.

#### Biodisponibilità
La biodisponibilità di un farmaco dipende dalla via di somministrazione del farmaco stesso.
Nei farmaci assunti per bocca, la biodisponibilità dipende dal tempo di svuotamento gastrico, dagli enzimi gastrointestinali e dal pH gastrico, fattori strettamente correlati alle differenze fra i due sessi.

#### Distribuzione
La distribuzione di un farmaco è influenzata da numerosi fattori tra cui indice di massa corporea, composizione corporea e volume plasmatico, fattori che possono variare molto nei due sessi.
Ad esempio il peso delle donne è in media il 25-30% in meno di quello degli uomini. Se il fattore peso non viene considerato nel dosaggio di un farmaco, la quantità di principio attivo che assume una donna in proporzione al peso è maggiore.
Inoltre il corpo femminile e quello maschile differiscono anche per la composizione: quello femminile ha una quantità superiore di massa grassa e una minore quantità di massa muscolare e di acqua totale. Quindi le donne hanno un volume di distribuzione minore per quanto riguarda i farmaci idrofili e maggiore per i farmaci lipofili.

#### Metabolismo
La superfamiglia del CYP450 è uno dei principali sistemi responsabili del metabolismo dei farmaci: circa il 50% dei farmaci sia nella donna che nell'uomo viene metabolizzato dal sistema enzimatico CYP450 che comprende numerosi enzimi la cui singola attività può variare in base al sesso.
Sono state dimostrate delle differenze fra i due generi nell'attività degli enzimi del CYP450.

#### Eliminazione dei farmaci
L’eliminazione dei farmaci avviene più lentamente nelle donne. La principale via di eliminazione dei farmaci è l'escrezione renale. Essa è determinata dal tasso di filtrazione glomerulare (GRF), che è proporzionale al peso corporeo. Generalmente il GRF ha un valore maggiore negli uomini che nelle donne, per cui si potrebbe pensare che le differenze di genere che si osservano siano esclusivamente dovute al differente peso corporeo e che sarebbe sufficiente fare un aggiustamento con il peso corporeo per non osservare le differenze.